# Za Brniem
Za Brniem – część wsi Brzezówka w Polsce, położona w województwie małopolskim, w powiecie dąbrowskim, w gminie Szczucin.
W latach 1975–1998 Za Brniem należało administracyjnie do województwa tarnowskiego.